# دم روباهک (سرده)
دم روباهک (نام علمی: Rostraria) نام یک سرده از تیره گندمیان است.